# Acartia omorii
Espèce
Acartia omorii est une espèce de crustacés copépodes japonais de la famille des Acartiidae.
Cette espèce est découverte lorsque l'examen de certains individus supposés Acartia clausi révèle qu'ils appartiennent en réalité à une espèce différente. En effet, ils se distinguent d’Acartia clausi par l'absence d'épines proéminentes sur leur partie dorsale postérieure.

## Publication originale
- (en) Janet Bradford, « Partial revision of the Acartia subgenus Acartiura (Copepoda: Calanoida: Acartiidae) », New Zealand Journal of Marine and Freshwater Research, vol. 10, no 1,‎ 1976, p. 159–202 (DOI 10.1080/00288330.1976.9515606, lire en ligne).